# Ворошиловка (Винницкая область)
Вороши́ловка (укр. Ворошилівка) — село в Тывровском районе Винницкой области Украины. Расположено на обоих берегах реки Южный Буг.
Код КОАТУУ — 0524581801. Население по переписи 2001 года составляет 1247 человек. Почтовый индекс — 23323. Телефонный код — 4355.
Занимает площадь 24,1 км².

## Известные уроженцы
- Джек Делано — американский фотограф российского (украинского) происхождения.

## Адрес местного совета
23323, Винницкая область, Тывровский р-н, с. Ворошиловка, ул. Центральная, 24а.